# Populismul fiscal
Populismul fiscal (în japoneză 財政ポピュリズム) este o ideologie politică care favorizează creșterea cheltuielilor și reducerile de taxe, sfidând conservatorismul fiscal și austeritatea. Acesta este un termen folosit în principal în politica japoneză.

## Istorie
Partidul Democrat din Japonia, care a ajuns la putere în 2009, a câștigat alegerile cu un program electoral care includea multe politici destinate populației, dar nu a reușit să le pună în aplicare din cauza lipsei de finanțare.
La alegerile generale din Japonia din 2024⁠(d), două partide populiste fiscale au înregistrat progrese: Partidul Democrat pentru Popor⁠(d), care insistă asupra reducerii taxelor de consum⁠(d) la 5% fără a furniza resurse financiare, și Reiwa Shinsengumi⁠(d), care pledează pentru abolirea taxelor de consum.
Începând cu anii 2020, mulți politicieni din Partidul Liberal Democrat și Partidul Constituțional Democrat din Japonia, ambele formațiuni de guvernământ, au criticat populismul fiscal. În 2025, fostul lider al CDPJ, Yukio Edano, și-a exprimat opoziția față de populismul fiscal, spunând că o reducere a taxei pe consum ar fi o „punctură fiscală”.